# Amagertorv
Amagertorv (en français : place d'Amager) est une place située au centre de Copenhague, la capitale et la plus grande ville du Danemark.
L'Amagertorv est située au centre-ville historique d'Indre By. Elle est souvent considérée comme la place centrale de Copenhague. Après Gammeltorv, c’est en tout cas une des plus vieilles places de la ville. Elle doit son nom à l’île d’Amager, toute proche, dont les paysans au Moyen Âge venaient en ville vendre leurs produits sur ce site. Depuis 1962, c'est une zone piétonne, qui est aujourd'hui une partie intégrante de la principale voie piétonne de la capitale danoise, Strøget.

## Situation et accès
Avec sa fontaine aux Cigognes, ses magasins de design et ses beaux immeubles, dont le plus ancien date de 1616, la place d'Amager est aujourd’hui un espace central au cœur de Copenhague.
La fontaine aux Cigognes se trouve au carrefour de trois voies principales. Côté ouest, Strøget se prolonge vers Rådhuspladsen (la place de l’Hôtel-de-Ville) et, côté est, vers Kongens Nytorv (la Nouvelle Place Royale), qui sont les deux plus grandes places de la ville ; au nord, Købmagergade conduit à la gare de Nørreport, la gare la plus fréquentée du Danemark.
Au sud de la fontaine s’ouvre une petite place rectangulaire, Højbro Plads, qui permet de rejoindre l’île de Slotsholmen et, au-delà, les îles Christianshavn et Amager de l’autre côté du port.
On trouve sur la place d'Amager plusieurs magasins réputés, tels Illums Bolighus, Georg Jensen et Royal Copenhagen, ou encore le café Europa 1989, adresse chic du centre-ville.

## Origine du nom
Le nom d’Amagertorv est mentionné pour la première fois en 1472 mais le site est bien plus ancien. Les paysans de l’île d’Amager venaient y vendre leur production, d'où le nom de la place. Peu à peu s’établit à cet endroit le premier marché de la ville.

## Historique

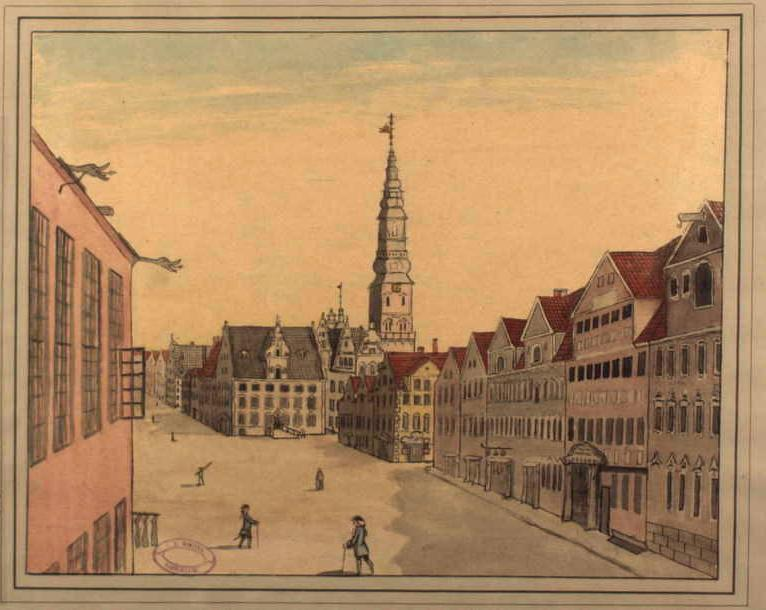
La place Amager en 1750.

La Højbro Plads, sur laquelle s’élève la statue équestre d’Absalon, fondateur de Copenhague, voit le jour après le grand incendie de 1795.
En 1868, les activités du marché sont transférées sur l’autre rive.
La fontaine aux Cigognes date de 1894.
Œuvre de Bjørn Nørgaard, le pavage de la place, en granit, est réalisé en 1993.

## Bâtiments remarquables et lieux de mémoire

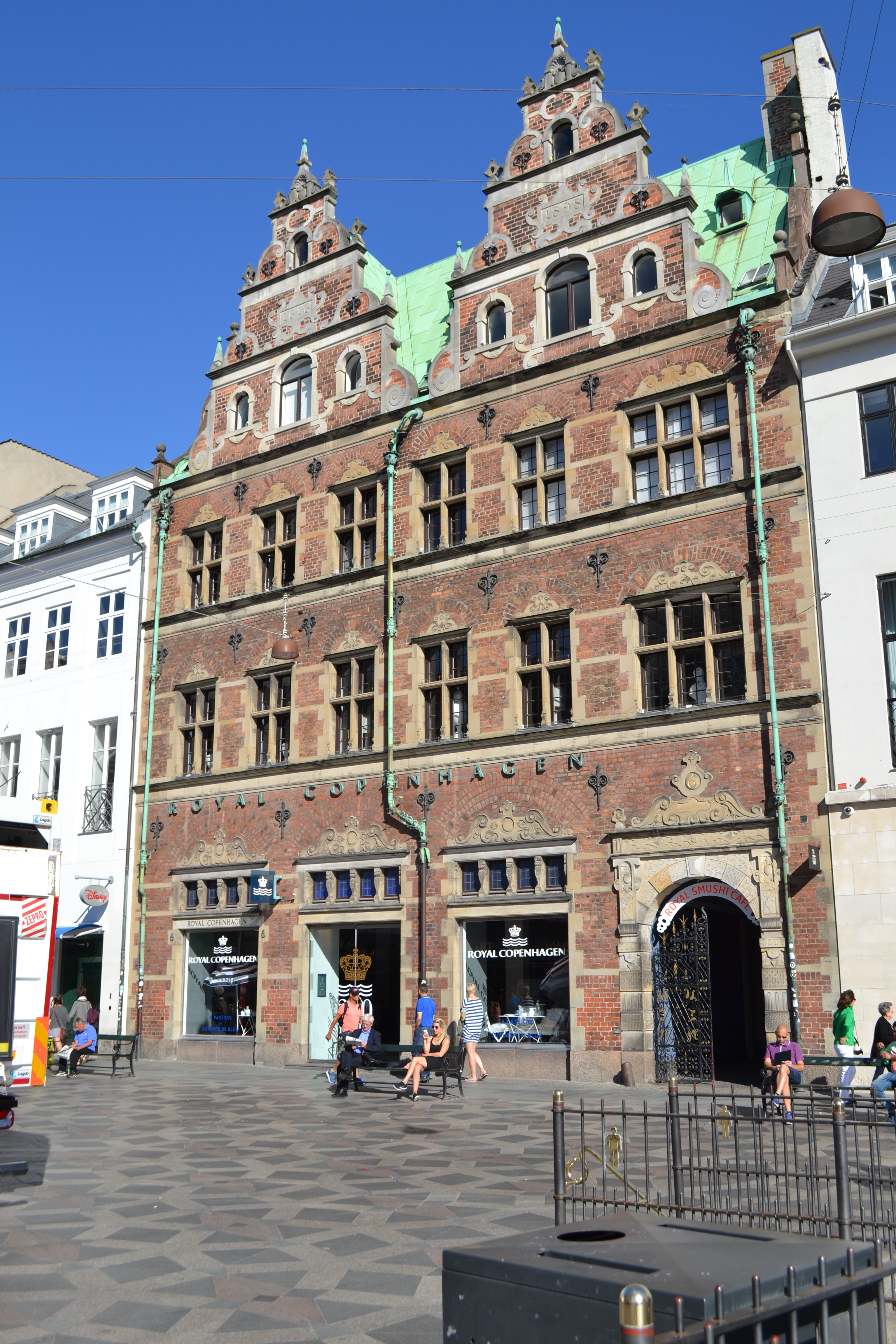
Maison de Matthias Hansen, place Amager, construite en 1616.

- No 6 : maison de Matthias Hansen, maire de la ville de 1622 à 1626, construite en 1616, de style Renaissance hollandaise.

- No 9 : immeuble construit en 1798-1800 pour un marchand de lin.

- Hay House (Højbrohus), immeuble construit vers 1896, dont la façade délimite le côté est de la place.